# Jelena Slesarjenko
Jelena Vladimirovna Slesarenko, rus. Елена Владимировна Слесаренко (Volgograd, 28. veljače 1982.) jest ruska atletska predstavnica u skoku uvis.
Bila je olimpijska pobjednica i dvostruka je dvoranska prvakinja svijeta. Osobni joj je rekord preskočenih 206 cm (SR 209 cm), što je ujedno i nacionalni rekord Rusije. Najuspješnija godina u karijeri bila joj je 2004. kada je osvojila naslov olimpijske pobjednice, svjetske dvoranske prvakinja i kada je pobijedila na svjetskom atletskom finalu u Monte Carlu.